# Maurice Desaymonet
Maurice Jean Desaymonet (Parigi, 24 giugno 1921 – Antony, 4 novembre 2015) è stato un cestista francese.

## Carriera
Con la Francia ha disputato i Giochi olimpici di Londra 1948, i Campionati europei del 1949 e i Campionati mondiali del 1950.